# (6127) Hetherington
(6127) Hetherington (1989 HD) – planetoida z pasa głównego planetoid okrążająca Słońce w ciągu 4,21 lat w średniej odległości 2,6 au. Odkryta 25 kwietnia 1989 roku.